# Trombidium

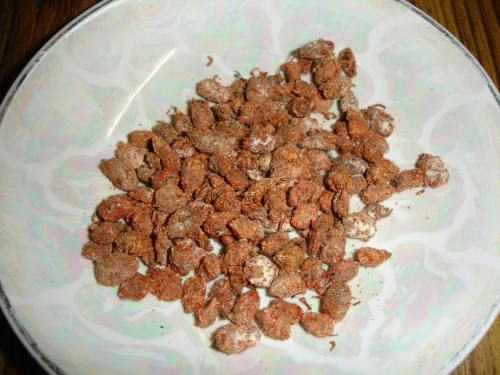
Birbahuti (Trombidium) se utiliza como remedio en la medicina unani

Trombidium es un género de ácaro de la familia Trombidiidae con unas treinta especies descritas, de las cuales la más popular es la especie paleártica Trombidium holosericeum.

## Especies
- Trombidium auroraense Vercammen-Grandjean, Van Driesche & Gyrisco, 1977 – Nueva York
- Trombidium breei Southcott, 1986 – Europa (hospedador: Agapetes galathea, Lepidoptera)
- Trombidium brevimanum (Berlese, 1910) – Europa
- Trombidium cancelai (Robaux, 1967) – España
- Trombidium carpaticum (Feider, 1950) – Francia, Rumanía
- † Trombidium clavipes Koch & Berendt, 1854 – Fósiles del Oligoceno
- Trombidium dacicum (Feider, 1950) – Polonia, Rumanía
- Trombidium daunium (Paoli, 1937) – Italia
- Trombidium fturum Schweizer, 1951 – España, Suiza
- Trombidium fuornum Schweizer, 1951 – Polonia, Suiza, Francia
- Trombidium geniculatum (Feider, 1955) – España, Rumanía, Polonia, Noruega
- Trombidium heterotrichum (Berlese, 1910) – Europa
- Trombidium holosericeum (Linnaeus, 1758) – Paleártica
- Trombidium hungaricum Kobulej, 1957 – Hungría
- Trombidium hyperi Vercammen-Grandjean, Van Driesche & Gyrisco, 1977 – Nueva York
- Trombidium kneissli (Krausse, 1915) – Europa
- Trombidium latum C. L. Koch, 1837 – Europa
- Trombidium mastigotarsum (Feider, 1956) – Rumanía
- Trombidium mediterraneum (Berlese, 1910) – Europa, Argelia
- Trombidium meyeri (Krausse, 1916) – Europa
- Trombidium monoeciportuense (André, 1928) – República Checa, Mónaco
- Trombidium neumeyeri (Krausse, 1916) – Japón
- Trombidium parasiticus (de Geer, 1778) – Suecia
- Trombidium poriceps (Oudemans, 1904) – Europa
- Trombidium pygiacum C. L. Koch, 1837 – Alemania, Rumanía
- Trombidium raeticum Schweizer & Bader, 1963 – Suiza
- Trombidium rhopalicus (Vercammen-Grandjean & Popp, 1967) – Alemania
- Trombidium rimosum C. L. Koch, 1837 – Europa
- Trombidium rowmundi Haitlinger, 1996 – Polonia (hospedador: arañas)
- Trombidium semilunare Feider, 1955 – Rumanía
- Trombidium southcotti Zhang & Saboori, 1996 – Irán
- Trombidium susteri (Feider, 1956) – Alemania, Rumanía
- Trombidium teres (André, 1928) – Francia
- Trombidium toldti (Methlagl, 1928) – Austria